# Guvernatorul General al Canadei

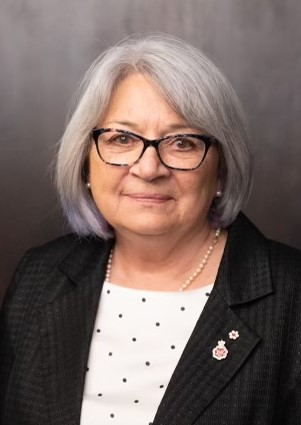
Mary Simon, Guvernator General al Canadei

Guvernatorul General al Canadei (în limba engleză, The Governor General of Canada, în limba franceză Gouverneur général du Canada sau Gouverneure générale du Canada) este reprezentantul viceregal oficial al monarhului britanic în Canada.
Din 1947, conform actului cunoscut sub numele de Letters Patent, Guvernatorul General al Canadei este și comandantul șef al forțelor militare canadiene, acționând, în numele Maiestății Sale la conducerea efectivelor militare canadiene.

## Puterile efective ale Guvernatorului General al Canadei
Canada este un stat independent din 1867, un dominion britanic, cunoscut și sub numele de Dominionul Canadei (în limba engleză Dominion of Canada). Ca atare, teoretic, Canada este o monarhie, mai exact o monarhie constituțională al cărei șef de stat este monarhul britanic, din 1952 Maiestatea Sa Regina Elisabeta a II-a.
Datorită independenței Canadei, conform actului de independență, BNA Act din 1 iulie 1867 (reluate mereu până la Constitution Act, 1982), puterile efective ale Guvernatorului General al Canadei sunt de fapt foarte limitate, această funcție fiind, practic, decorativă. 
Puterea efectivă este exercitată de Parlamentul Canadei, de Primul Ministru și de Guvern (sau Cabinet). 
Datorită convențiilor constituționale, Guvernatorul General al Canadei își exercită puterile sale, doar la solicitarea și sfatul Primului Ministru al Canadei și a altor miniștrii. Deși monarhul britanic este, teoretic, și șeful de stat al Canadei, în realitate, nici Regina nici Guvernul Britanic nu intervin în afacerile Canadei. Singura putere reală pe care o are monarhul britanic în legătură cu Canada este numirea Guvernatorului General al Canadei, dar cu limitarea de a o face la sfatul Primului Ministru al Canadei. Orice modificare constituțională care afectează această funcție trebuie să se facă cu consensul unanim al tuturor celor zece legislaturi ale celor zece provincii ale Canadei. 

## Guvernatorul General actual (Reprezentantul Viceregal)
Actualul Guvernator General al Canadei este Excelența Sa, Onorabilul David Johnston (în engleză: His Excellency The Right Honourable), în funcție de la 1 octombrie 2010, fiind numit de către regina Elisabeta a II-a.

## Istoricul funcției de Guvernator General al Canadei
- Colonizarea Americii de Nord de către Franța a început la sfârșitul anilor 1580.
- Vastele teritorii ocupate, constituind o bună parte a Canadei de azi, Teritoriul Louisiana și Acadia, purtând numele generic de Noua Franță, nu au mai crescut de pe la jumătatea secolului XVII.
- Circa 1613 -- Exploratorul Samuel de Champlain a devenit primul guvernator neoficial al Noii Franțe.
- În 1636, Charles Huault de Montmagny a fost numit oficial în postul de Guvernator al Noii Franțe.
- După ce teritoriul Noii Franțe fusese administrat la începuturi de o companie franceză (Compania celor O Sută de Asociați), Regele Luis al XIV-lea preia controlul coloniilor.
- După 1663, persoana cu rangul cel mai înalt în conducerea Noii Franțe purta titlul de Guvernator General. Primul deținător al acestei funcții a fost Augustin de Saffray de Mésy.
- După războiul de șapte ani (1756 - 1763), Franța a pierdut toate coloniile sale din America de nord (cu excepția Louisianei, pe care o va vinde Statelor Unite ale Americii în 1803). Ca atare, toate posesiunile Franței din Canada revin Angliei.
- Conform Proclamației Regale din 1763, Canada este redenumită Provincia Quebec și este instituită funcția de Guvernator al Quebec-ului.
- Generalul-locotenent Sir Jeffrey Amherst a guvernat provincia în ultimii ani ai războiului de șapte ani.
- În 1764 este numit primul guvernator civil al Quebec-ului, James Murray, fost militar și el.
- În tot acest timp, provinciile Nova Scotia și New Brunswick rămân organizate separat, având proprii lor guvernatori coloniali.
- Mai târziu, în jurul anilor 1780, când britanicii au fost puternic afectați de pierderea celor treisprezece colonii americane, guvernul britanic, condus de primul ministru William Pitt, a decis să numească un singur guvernator al celor trei provincii, Quebec, Nova Scotia și New Brunswick.
- Titlul acestei funcții, ce însemna guvernarea simultană a Quebec-ului, Noii Scoții și Noului Brunswick, era Guvernator-Șef (Governor-in-Chief, în limba engleză). Ulterior, titulatura poziției a devenit Guvernator General (în engleză, Governor General).
- În 1786, primul ocupant al postului creat a fost Lord Dorchester. De fapt, acest Guvernator-Șef guverna doar provincia Canada de Jos (The Province of Lower Canada). Provincia Canada de Sus (The Province of Upper Canada), compusă din Nova Scotia și New Brunswick erau conduse separat, de Guvenatori Locotenenți, care erau subordonați Guvernatorului-Șef.
- După rebeliunea din 1837, Coroana Britanică și Guvernul Britanic au acordat un grad ridicat de autonomie Canadei. Ca atare, guvernatorul-șef al Quebec-ului și guvenatorii locotenenți ai provinciilor Nova Scotia și New Brunswick devin persoane cu o funcție din ce în ce mai decorativă, fiind reprezentanți simbolici ai Coroanei Britanice.
- În 1840, Canada de Sus și Canada de Jos s-au unit în Provincia Canada, care a devenit în 1867, Dominionul Canada, stat independent sub Coroana Britanică.
- În concluzie, după 1867, funcția de Guvernator General al Canadei devine o funcție simbolică, de protocol, persoana care o ocupă fiind, de fapt, aleasă prin consens și având putere politică și de decizie efectivă neglijabilă[necesită citare].

## Câțiva dintre cei mai de seamă Guvernatori Generali ai Canadei
- Charles Stanley Monck, (1819 - 1894), om de stat britanic, Guvernator General al Canadei, purtând titlurile oficiale de:
  - Guvernator al Americii de Nord Britanice între 1861 și 1867, respectiv
  - primul Guvernator General al Dominionului Canadei între 1867 și 1868

Pentru studierea aprofundată a tuturor persoanelor care au fost Guvernatori Generali ai Canadei se poate face referire la următoarele trei liste de demnitari, dintre care una conține demnitari ai Coroanei Franceze și celelalte două liste conțin demnitari ai Coroanei Britanice.
- O listă a tuturor Guvernatorilor Generali ai Canadei din 1613 până în 1760 --- Noua Franță.
- O listă a tuturor Guvernatorilor Generali ai Canadei din 1760 până în 1867 --- Canada de Sus și de Jos.
- O listă a tuturor Guvernatorilor Generali ai Canadei din 1867 până în 2005 --- Dominionul Canada.